# Trofeu de la Conquesta
El Trofeu de la conquesta, és un escut del segle xiii que forma part de l'exposició permanent del Museu Històric Municipal de València.
Està format per un pavés d'infant decorat amb els quatre pals de güelles del Casal d'Aragó, amb fons d'or i amb la cadeneta, el fre i la brilla fixats al damunt, del rei Jaume I. Donades les seues dimensions i pes no es condiderada una peça militar d'ús bèl·lic. El que sí es confirma és la seua construcció antiga, de fet, hi ha documentació que prova que l'escut és una donació de Jaume I al seu cavallerís major, Joan de Pertusa. Segons conta la tradició, la donació complia un dels furs de Catalunya que disposava que el cavallerís del rei havia de tindre de gatge (per la conquesta de cada ciutat) l'escut, els esperons i el fre del cavall utilitzat pel monarca el dia de la seua entrada i possessió triomfals de la ciutat conquerida.
La peça estava anteriorment al museu catedralici de la Seu de València, i es lliurà en dipòsit a l'Ajuntament l'any 1939.
L'escut tenia un esperò clavat a la banda superior, però desaparegué l'any 1900.